# Семброски, Кристофер
Кристофер Семброски (англ. Christopher Sembroski, род. 28 августа 1979) — американский инженер по обработке данных, ветеран ВВС и астронавт. Член экипажа SpaceX Inspiration4, первого частного полёта человека в космос с исключительно гражданским экипажем.
Полёт стартовал с космодрома центра Кеннеди во Флориде 16 сентября 2021 года и закончился через три дня после возвращения на Землю с орбиты высотой 585 километров. Семброски получил место в космическом полёте после того, как его друг отказался от победы в конкурсе на участие в полёте в его пользу, передав право полёта Семброски. Имя друга, который знал Семброски по совместной учёбе в Университете аэронавтики Эмбри-Риддл во Флориде, остаётся неизвестным. Семброски получил позывной «Хэнкс» во время тренировки к полёту.
Кристофер Семброски был изображён на обложке журнала Time в августе 2021 года вместе с остальной командой Inspiration4.

## Биография
Семброски вырос в Каннаполисе, Северная Каролина. С юности интересовался космосом, увлекаясь астрономией и запуском ракет.
Во время учёбы в колледже Семброски стал волонтёром в ProSpace, некоммерческой организации, выступающей за частные космические полёты. Семброски также был консультантом в образовательном лагере, финансируемом государством, в Хантсвилле, штат Алабама, который способствует развитию науки, технологий, инженерии и математики среди детей и подростков.
После окончания колледжа Семброски служил техником-электромехаником в ВВС США, на базе ВВС Мальмстрем в Грейт-Фоллс, штат Монтана. Проходил службу в Ираке в середине 2000-х годов. Оставил действительную службу в 2007 году.
Семброски сейчас работает инженером по обработке данных в авиастроительной корпорации Lockheed Martin.